# Gustau Boy Lassaleta
Gustau Boy Lassaleta   (Girona, 10 de gener de 1912 - 30 de setembre de 1963) fou un jugador de rugbi i pilot d'automobilisme i de motociclisme català. En rugbi fou jugador del Barcelona Unió Club, amb el qual aconseguí el Campionat de Catalunya (1952) i fou internacional en una ocasió. Com a pilot d'automobilisme disputà diverses curses juntament amb Montserrat Barangó, la seva muller, i en motociclisme quedà tercer a les 24 Hores de Montjuïc de 1955 amb Raimon Julià de company d'equip, aconseguint de passada la victòria en la categoria de fins a 500 cc. Exercí també tasques organitzatives a la Penya Motorista Barcelona.